# NGC 9

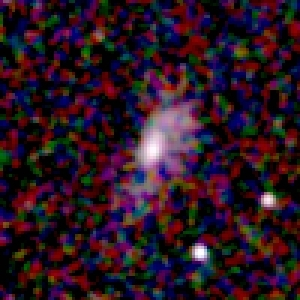
NGC 9 dans l'infrarouge par 2MASS.

NGC 9 est une galaxie spirale découverte en 1865 par l'astronome russo-américain Otto Struve. 

## Caractéristiques
NGC 9 est séparée de l'étoile double NGC 8 de 2,7 minutes d'arc. Elle a la particularité d'avoir visuellement un nœud bleu vif sur ses bras sud.
Sa vitesse par rapport est de 4 183 ± 26 km/s, ce qui correspond à une distance de Hubble de 61,7 ± 4,3 Mpc (∼201 millions d'al).
La classe de luminosité de NGC 9 est II et elle présente une large raie HI. De plus, elle renferme des régions d'hydrogène ionisé.
À ce jour, quatre mesures non basées sur le décalage vers le rouge (redshift) donnent une distance de 43,525 ± 9,484 Mpc (∼142 millions d'al), ce qui est à l'extérieur de l'intervalle de la distance de Hubble.

## Supernova
Une supernova (de type Ib, de magnitude 18,15) a été observée dans cette galaxie : SN2021sju.